# Universidad de Monash
La Universidad Monash (en inglés: Monash University) es una universidad pública australiana, con campus en Australia, Malasia y Sudáfrica. Es la universidad más numerosa del país, con aproximadamente 55.000 estudiantes.
La universidad tiene un total de siete campus: cinco en Victoria, Australia (Clayton, Caulfield, Berwick, Peninsula y Parkville), uno en Malasia y uno en Sudáfrica. Cuenta adicionalmente con un centro en Prato, Italia.
Es uno de los miembros del denominado, Grupo de los Ocho (Group of Eight), un grupo de lobby compuesto por las universidades más activas en cuanto a investigación en Australia. Fue clasificada en el puesto 43 por el Times Higher Education Supplement en su ranking anual de las 200 mejores universidades del mundo en 2007. Además, su escuela de negocios cuenta con la triple acreditación internacional de EQUIS, AACSB y AMBA.
Es una de solo tres universidades fundadas tras la Segunda Guerra Mundial en el top 50. Monash atrae al 33% de los alumnos egresados en el top 5% de las escuelas en Victoria. En los últimos dos años, ha sido la universidad a la que más aplican los estudiantes victorianos.
La universidad obtuvo más de $50 millones de dólares australianos en becas de investigación médica otorgadas por el National Health Research Council (NHMRC) australiano. También domina los premios otorgados por esta entidad, ganando un cuarto del total en 2007. La universidad es sede del Monash Science Technology Research and Innovation Precinct (STRIP), el Centro Australiano de Investigación de Células Madre, 100 centros de investigación de diferentes disciplinas y 17 centros de investigación cooperativos. 
Le debe su nombre a Sir John Monash, un destacado general y líder australiano. una de sus frases más célebres está escrita a lo largo de un camino entre el Robert Blackwood Hall y el Performing Arts Centre en el campus de Clayton: "Adopta como tu credo fundamental aquello que te equipe para la vida, no solamente para tu propio beneficio, sino para el de toda tu comunidad".
El lema de la universidad es Ancora imparo (italiano), que significa 'todavía estoy aprendiendo', una frase atribuida a Miguel Ángel.

## Citas
1. ↑  Did you know? - (Monash Memo, 9 July 2008)
2. ↑  Monash Memo - University News
3. ↑  https://web.archive.org/web/20071016063317/http://adm.monash.edu.au/execserv/council/meetings/2007/07-05cnm.html
4. ↑  Students turn their backs on teaching - Education News - theage.com.au
5. ↑  Monash Newsline (Monash University)
6. ↑  Monash researchers receive four NHMRC awards, Monash University
7. ↑  Top VCE students choose Monash, Monash University
8. ↑  Official shield and motto, Monash University